# Tricepsové extenze

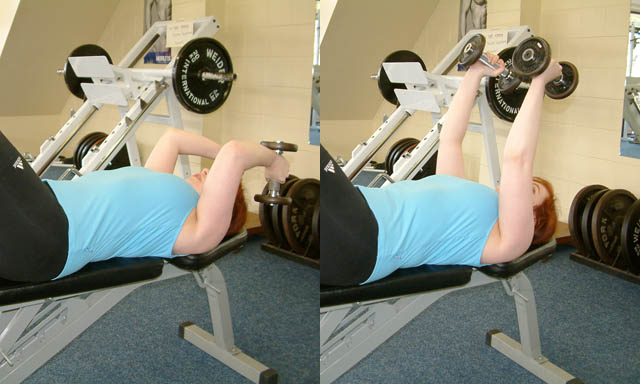
Tricepsové extenze se zatížením

Tricepsové extenze nebo také francouzské tlaky je silové cvičení  tricepsu horní části paže. Tento cvik zatěžuje pouze jednu svlovou partii.

Úchop činky je ve vzdálenosti 10-15 cm a činku se spouští na dotyk čela. Nadloktí se drží kolmo vůči zemi a pohyb jde z loktů. Po zvládnutí striktní techniky tohoto cviku lze doporučit mírné vytočení loktů od sebe během zvedámí činky, šetří se tím tricepsové úpony.